# کونول خاسیوا
کونول خاسیوا (به ترکی آذربایجانی Khasiyeva Konul Kazim gizi) (زاده ۲۷ اسفند ۱۳۴۶ در شکی، جمهوری آذربایجان) موسیقی دان و خواننده مقام‌های موسیقی آذربایجانی است. تصینف‌ها و ساز آوازهای او در بین مردم ایران خصوصاً در آذربایجان شرقی و غربی و استان اردبیل از شهرت بالایی برخوردار است.لقب او شناسنامه موسیقی آذربایجان است.  

## زندگی‌نامه
کونول خاسیوا در ۱۷ مارس ۱۹۶۸ در شهر شکی کشور آذربایجان متولد شد. او در سال ۱۹۷۵ وارد مدرسه شد. در سال ۱۹۸۱ به دستور حیدر علی اف رئیس‌جمهور آذربایجان مسابقه «استعدادهای جوان جمهوری آذربایجان» برگزار شد که کونول خاسیوا برنده این مسابقه شد. در ۱۹۸۱–۱۹۸۶ وی شاگرد شوکت الاکباروا در مدرسه موسیقی بلبل بود. در سالهای ۱۹۸۶–۱۹۹۱ در هنرستان دولتی آذربایجان (آکادمی موسیقی کنونی) تحصیل کرد و شاگرد آریف بابائف بود.

## دوران حرفه ای
وی در سال ۱۹۸۱ در مسابقه «نگاه جمهوری خواهان به جوانان» که به دستور حیدر علی اف جمهور آذربایجان برگزار شد، روی صحنه ظاهر شد و برنده این مسابقه شد. او در تمام شهرها و مناطق آذربایجان و همچنین در ترکیه، آلمان، فرانسه، سوئیس، ایتالیا، ایران، روسیه و سایر کشورها کنسرت‌های بزرگی در رویدادهای ایالتی، رویدادهای عمومی، جبهه‌ها و مناطق جنگی برگزار کرده‌است که همگی با استقبال بسیار زیاد علاقه‌مندان رو به رو شده‌است.

## جوایز و افتخارات هنری
1. دیپلم عالی "پرچم آذربایجان"
2. جایزه رسانه "استاد هنرمند"
3. جایزه رسانه ای " قلم طلایی "
4. "هنرمند ملی جمهوری آذربایجان"[۱]
5. هنرمند خلق آذربایجان - 2014[۲]